# Източен огърличник
Източен огърличник (Glareola maldivarum) е вид птица от семейство Glareolidae.

## Разпространение и местообитание
Разпространен е в Австралия, Бангладеш, Бруней, Виетнам, Гуам, Източен Тимор, Индия, Индонезия, Камбоджа, Китай, Лаос, Малайзия, Малдивите, Мианмар, Микронезия, Монголия, Непал, Остров Рождество, Пакистан, Палау, Русия, Северна Корея, Северни Мариански острови, Сейшелите, Сингапур, Соломоновите острови, Тайланд, Филипините, Хонконг, Шри Ланка, Южна Корея и Япония.